# Antonio Mateo
Antonio Mateo Real (Luanco, 31 de diciembre de 1927 – Irún, 3 de agosto de 2012) fue un pintor español, afincado en Irún (País Vasco), cuya obra se compone principalmente de paisajes al óleo, acuarela o dibujo. También fue decorador artístico de porcelana

## Biografía[3]
Nacido en Luanco, Asturias. Tras la guerra civil, se trasladó con su familia a Madrid, donde se forma académica y artísticamente. 
Estudia en la Escuela de Artes y Oficios Artísticos de Madrid Sección Primera, calle de La Palma[cita requerida] Alumno de  Enrique Bráñez de Hoyos[cita requerida], José Ramón Zaragoza, Antonio Solís Ávila[cita requerida] y José Nogué Massó. Durante este periodo podrá practicar en el Museo del Prado, donde tenía autorización para pintar directamente sus versiones de los cuadros allí expuestos. Al mismo tiempo, colabora en varias revistas como ilustrador y consigue una beca de Artes y Oficios.
En 1948, la empresa de Irún Luso Española de Porcelanas (luego Porcelanas Bidasoa) se pone en contacto con varios artistas de Madrid y les ofrece  trabajar como decoradores. Antonio se trasladará a Irún con varios de ellos y allí trabajará en la sección de decoración artística, de la que posteriormente fue encargado, hasta su jubilación en 1987. Varias porcelanas decoradas por él, se encuentran en Gordailua, Centro de Colecciones Patrimoniales de Gipuzkoa.
Tiene especial predilección por los paisajes de la comarca del Bidasoa, la bahía de Pasajes o  montañas como las de Pancorbo o Picos de Europa.
Efectuó cerca de cuarenta exposiciones individuales y participó en diversos eventos y exposiciones colectivas, la última de las cuales fue la realizada en Irún, en 1999, bajo el nombre de “Bidasoaldeko Margolariak – Pintores del Bidasoa”. La última exposición individual la realizó en 1990, en Irún, su ciudad de adopción. Posteriormente, complicaciones de salud le obligaron a abandonar paulatinamente la pintura.
Reconocido con diversos premios, entre ellos destaca el obtenido en Madrid, en el Salón de Otoño (XXXIV Salón de Otoño, en 1963),  organizado por la Asociación de Pintores y Escultores,  donde consiguió una tercera medalla al paisaje Hay que mencionar también el primero y segundo premio en Kerizpe de Fuenterrabía; el segundo premio del Bicentenario del Ayuntamiento de Pasajes (1970); el segundo premio en pintura al aire libre en Zumarraga o el primer premio en el Memorial Elías Salaverria (1973) donde también obtuvo una mención especial en 1979

## Exposiciones

### Exposiciones individuales
- 1958	Sala	de Exposiciones del Casino de Irún.
- 1960	León
- 1963	Bilbao,	en las Salas de Bellas Artes de Artesanía Española
- 1964	Sala	de Exposiciones del Casino de Irún.
- 1964	Salas	Municipales de Arte de San Sebastián
- 1967	Salas	Municipales de Arte de San Sebastián
- 1968	Sala	de Exposiciones del Casino de Irún.
- 1969	Salas	Municipales de Arte de San Sebastián[14]
- 1971	Salones	de Cultura de Olaguibel 6, Vitoria.
- 1972	Salones	de Cultura de Olaguibel 6, Vitoria.
- 1972	Obra	Cultural de la Caja de Ahorros y Monte de Piedad de Segovia.
- 1974	Museo	de San Telmo de San Sebastián[15]
- 1974	Salones	de Cultura de Olaguibel 6, Vitoria.
- 1975	Sala	Doncel de Pamplona
- 1975	Sala	Gambrinus de Zaragoza
- 1975	Sala	Urrutia de Bilbao
- 1975	Sala	Tartalo Arte de Vitoria
- 1976	Sala	de Exposiciones Genaro Poza en Huesca
- 1976	Sala	Municipal en Matxin de Arzu, Fuenterrabía
- 1976	Salones	Luis de Ajuria, Vitoria.
- 1977	Sala	de Información y Turismo de Santander
- 1978	Sala	de la Caja Laboral de Irún
- 1978	Salones	Luis de Ajuria, Vitoria
- 1980	Fuenterrabía
- 1980	Sala	de la Caja Laboral de Irún
- 1980	Museo	de San Telmo de San Sebastián[16]
- 1980	Sala	de la Caja Laboral Popular de Pamplona.
- 1981	Salones	Luis de Ajuria, Vitoria.
- 1982	Sala	Caja Laboral de Irún.
- 1983	Sala	de Gipuzkoako Kutxa en Zumarraga.
- 1984	Sala	Caja Laboral de Irún
- 1986	Sala	Caja Laboral de Irún
- 1988	Sala	Caja Laboral de Irún
- 1990	Sala	Caja Laboral de Irún

### Exposiciones colectivas y eventos
- 1950		I	Exposición Comarcal de Arte. E. y D. Irún
- diferentes	años	Irún, exposiciones colectivas de las fiestas de San Marcial
- 1954		Sala de Arte del Círculo Cultural y Ateneo Guipuzcoano.
- 1956		Exposición	de artistas noveles guipuzcoanos. San Sebastián.Organizado por	Diputación de Guipúzcoa. San Sebastián, Salas Municipales de Arte[17]
- 1957		Exposición-Concurso	de Pintura, San Sebastián, Salas Municipales de Arte. Organizado	por el Ayuntamiento de San Sebastián[18]
- 1957	Primer Certamen de Pintura, Sociedad Oargui-Kerizpe (Fuenterrabía)
- Década	1960	Exposición Nacional de Artes Plásticas de Valdepeñas
- 1962		I	Bienal de Pintura. Zaragoza
- 1963		XXXIV	Salón de Otoño de la Asociación de Pintores y Escultores. Madrid,	Palacio del Retiro[19]
- 1965		Gran Premio de Pintura Vasca, San Sebastián, Salas Municipales de Arte[20]
- 1965		XXXVI	Salón de Otoño de la Asociación de Pintores y Escultores. Palacio	del Retiro. Madrid[19]
- 1967		VII Feria del Cuadro (Irún)
- 1970		Feria del Cuadro, Sociedad Irungo Atsegina (Irún)
- 1970		El Mar y Guipúzcoa vista por sus pintores, San Sebastián
- 1971		Exposición	Nacional de Artes Plásticas de Valdepeñas
- 1973		Exposición en Casino de Irún
- 1973		Primer	Certamen Vasconavarro de pintura – Museo de Bellas Artes –	Bilbao[21]
- 1973		Memorial Elías Salaberrira, Lezo (Gipuzkoa)
- 1974?		Guipúzcoa	itinerante
- 1974		Certamen	de pintura “El mar”
- 1974		Pintores	de Guipúzcoa, especialidad marinas.
- 1974		Exposición Colectiva Galería Txantxangorri. Fuenterrabía (Guipúzcoa)
- 1974		Bienal	Plástica de Pintura y Escultura, Casa del Cordón, Vitoria[22]
- Bienal	de Arte Ciudad de Amposta, en dos ocasiones
- 1975		Segundo	Certamen Vasconavarro de Pintura. Caja de Ahorros Municipal de	Bilbao[23]
- 1985		La	Montaña y su Entorno. Museo de San Telmo. San Sebastián[24]
- 1999		Exposición	Bidasoaldeko Margolariak – Pintores del Bidasoa, Amaia Kulturunea,	Irún

## Críticas
Aunque su manera de ser le llevaba a huir de la publicidad, de las entrevistas y de las fotografías, en la prensa numerosos artículos se hacían eco de sus exposiciones y la crítica de arte repetidamente reaccionó elogiosamente ante su obra.  

Seisdedos (Matices)

“La pintura de Antonio Mateo posee un vigor extraordinario. Parece como si en sus paisajes se captase, más que el aspecto exterior, el fondo telúrico de las tierras y los montes. Es como una fuerza de la naturaleza (…) Por eso nada puede extrañar que, cuando se inaugura una exposición de Mateo, los contempladores de sus cuadros crean hallarse ante un fenómeno insólito del que la fuerza es su principal característica...”
Seisdedos (Matices-Diario Vasco)

A raíz de la exposición en el Museo de San Telmo de San Sebastián, en 1974, el crítico de arte del Diario Vasco, José Berruezo, dijo: “en cuanto a su oficio, Mateo lo posee en grado sumo, lo que le permite el virtuosismo de meter en sus cuadros ya un suave aire de poética fantasía, ya una imaginativa creación como para ilustrar un cuento oriental, ya una deformación geométrica de la realidad que roza lo abstracto, ya una réplica de Bernard Buffet...Pero donde nos encontramos al verdadero Artista, donde toda su sabiduría se hace espontánea captación del paisaje, es cuando se enfrenta a él con la paleta dominada por los verdes, las tierras y los azules, y traslada al lienzo toda la emoción que existe en “El mar desde el Jaizkibel”, “Marinas con elementos sencillos”, “El bosquecillo de Ibarla”, y “Otoño”… Antonio Mateo, que es un excepcional dibujante y un gran colorista, tiene las dos condiciones esenciales para ser un auténtico creador”
José Berruezo en el Diario Vasco (10-11-1974) 

“Paisajista que compone sus cuadros trabajando directamente del natural, despliega en cada vista su emoción incontenida. Observador perspicaz y agudo, hace del dibujo un instrumento útil que apoya su pincelada. Una combinación medida de distintos grosores de pigmento, contribuye a que los efectos de perspectiva se establezcan con una más precisa nitidez. Pintura de una sencillez sobria, empapada de una claridad dilatada por nuestra luz ambiental. Paisajes del valle de Oiartzun, casas entre frondosas arboledas, vistas otoñales con las hojas caducas orquestando un fresco acorde musical.”
Iñaki Moreno Ruiz de Eguino en el Diario Vasco (1-12-1990) 

“El museo. Otro de los rincones de gran atractivo es el museo situado en el edificio que acoge también la tienda de venta al público. Allí se reúnen desde platos con dibujos de Picasso y Dalí hasta fuentes, jarrones y figuras pintadas a mano. “El mejor pintor que hemos tenido, y uno de los mejores de Europa, ha sido Antonio Mateo”, relataba Ramón Gamón, director de Métodos y Tiempos de la empresa Porcelanas Bidasoa."
Txema Pardo, Diario Vasco, marzo 1999